# Chott Tigri
Chott Tigri är en periodisk våtmark i Marocko.   Den ligger i regionen Oriental, i den nordöstra delen av landet, 500 km öster om huvudstaden Rabat.